# 가위눌림
가위눌림 또는 의학적으로 수면마비(睡眠痲痺, 영어: sleep paralysis)는 주로 수면 중 의식이 뚜렷하면서도 몸을 움직일 수는 없는 상태를 가리킨다.

## 개요
수면 시에 전신의 탈력과 의식의 각성이 동시에 일어나는 상태를 말한다. 불규칙적인 생활, 잠 부족, 과로, 시차증이나 스트레스 따위가 원인이 된다. 뇌가 뚜렷하게 각성하지 않았기 때문에, 사람이 위에 올라가 있는 듯하다, 자신의 방에 사람이 들어와 있는 것을 봤다, 귓가에 속삭임이 들렸다, 몸이 만져지고 있다라는 환각을 동반하는 경우가 있다. 이는 꿈의 일종이라고 여겨져 유령이나 심령현상과 관련지어지는 원인이 되고 있다. 그러나 가위눌림이 일어나는 상태가 거의 취침 중이라는 것에 따라, 학자의 설명은 수면과의 관계에 대하여 이루어지고 있다. 각성상태에서 이 「가위눌림」이라는 것에 대해서는 과학적으로는 거의 해명된 것이 없으며, 정신적인 것에 기인한다고 여겨지는 경우가 많다. 영물을 믿지 않는 사람에 따라서는, 우주인의 짓이라는 형태의 인지를 가지게 된다는 설도 있다.

### 가위눌림의 전조
가위눌림은 갑자기 일어나는 것이 아니라, 반드시 전조가 있다. 대략 1~3kHz의 울리는 듯한 환청과, 강한 압박감을 동반하는 독특하고 불쾌한 전구증상이 몇 초에서 몇 분 후 한 순간에 온몸의 수의운동이 불가능해진다. 단, 이 상태에서 의식이 각성하여 예조를 느낀 경우, 억지로 몸을 움직이려고 노력하면 가위눌림이 되지 않고 회피할 수 있다. 증상은 몇 초 뒤에 가라앉거나, 30분 이상 지속되는 경우도 있다. 또한, 가위눌림이 풀려도 바로 전구증상이 나타나, 재발하는 일도 많으며, 수면방해로 이어지는 일도 많다.
전구증상을 깨달은 시점에서 가위눌림을 회피하려 해도, 대부분의 경우 그대로 가위눌림으로 이행된다.

### 가위눌림의 종류
가위눌림에는 크게 폐안형과 개안형의 두 가지 종류가 존재한다. 대부분은 전자의 형태로 나타나며, 실제로는 폐안하고 있음에도 가위눌림이 걸리기 직전의 실내 풍경이나 평소의 가지고 있던 실내에 대한 기억이 선명한 꿈이 되어서 비춰내어진다. 하지만, 본인이 폐안형이라고 인지하지 않는 경우가 대부분이다. 폐안형의 특징으로 영(靈) 따위의 환각이 보이거나 하여, 공포감을 강하게 느끼는 경우가 많다는 것을 들 수 있다. 참고로, 유체이탈은 이것에 분류되고, 사춘기의 여성이 많이 경험한다. 폐안형의 가위눌림을 자신의 뜻으로 풀려고 하는 것은 거의 불가능하다. 하지만, 드물게 개안한 상태에서의 가위눌림도 존재한다. 개안형의 가위눌림의 특징으로는 전신의 수의운동을 빼앗기지만, 후각, 청각, 시각(단, 안구운동은 불가능, 혹은 불수의)이 선명하며, 가위눌림 상태 그대로 텔레비전 시청이나 차창에서 풍경을 선명하게 보는 것도 가능하다.

### 과학적인 가위눌림의 이유
수면에는 렘 수면과 논렘 수면이 있으나, 가위눌림이 일어나는 것은 이 렘 수면 때이다. 렘 수면 때에 꿈을 꾸는 것이지만, 꿈을 꾸고 있을 때에 뇌는 활발히 활동하고 있으나, 몸은 활동을 멈추게 하고 있다. 렘 수면은 호흡을 멈추게 해버리는 일도 있으며, 강한 숨막힘을 느끼거나, 흉부에 압박감을 느끼는 일이 있다. 이 외에도, 타동적으로 사지를 움직이는 감각 따위를 느끼는 경우도 있다. 그러한 부조리한 상태를 설명하기 위해 뇌가 「자신을 누르고 있는 사람」 같은 환각이나 꿈을 만들어낸다고 한다.
가위눌림은 보통 그다지 운동하지 않는 사람이 갑자기 운동을 한 경우에 일어나기 쉽다. 특히 유산소 운동은 가위눌림을 유발하기 쉽다. 가혹한 유산소 운동을 하고 있는 스포츠 선수 중에는, 매일 이러한 가위눌림에 시달리는 사람도 많다. 또한, 여행 이동 중이나 숙박지에서의 가위눌림도 많다. 이는, 이동에 따라 신체가 피폐해진 반면, 환경의 변화 등에 따라 뇌가 흥분해 있는 것이 영향을 미친다. 그 외에도, 스트레스나 육체피로가 가위눌림을 불러일으키거나 체질적으로 가위눌림에 걸리기 쉬운 사람(특히 잠들기에 어려움을 겪는 사람), 사전에 「이 호텔은 (유령이) 나오는 듯하다」 같은 소문을 듣고, 취침 전에 교감신경을 자극하는 행위를 하는 것(이를테면 자기 직전에 어두운 방에서 스마트폰의 밝은 화면을 계속 본 뒤에 눈을 붙이는 것) 같이 여러 이유가 있다. 현재는 가위눌림의 연구도 진행되고 있으며, 폐안형의 가위눌림은 수면 중에 몇 번이나 몇 번이나 겪는 스트레스를 주는 것으로, 인공적으로 만들어 내는 것도 가능하다.
렘 수면 때에는 탈력이 일어나, 고개를 들 때에 혀가 내려가 상기도를 막기 위해 숨이 막힌다. 옆을 보고 잘 때는 일어나지 않는다.

### 질병인가
가위에 잘 눌리는 것은 그 자체로는 질병이 아니다. 다만 가위눌림 외에 반복적인 두통, 갑작스럽게 근육에 힘이 빠지는 증상(탈력발작), 주간 수면 과다증이 동반된다면 진료를 받아보는 것도 좋다.